# Rh систем крвних група
Rh систем крвних група је систем крвних група код човјека. Садржи протеине на површини црвених крвних зрнаца. То је други по важности систем крвних група, послије AB0 система крвних група. Rh систем крвних група састоји се од 49 дефинисаних антигена крвних група, међу којима је најважније пет антигена: D, C, c, E и e. Не постоји d антиген. Rh(D) статус особе се обично описује позитивним или негативним суфиксом након типа AB0 типа (нпр. неко ко је А+ има антиген А и антиген Rh(D), док неко ко је А- нема антиген Rh(D)). Изрази Rh фактор, Rh позитиван и Rh негативна, односе се само на антиген Rh(D). Антитијела на Rh антигене могу довести до реакције хемолитичке трансфузије, а антитијела на Rh(D) и Rh антигене дају значајан ризик од хемолитичке болести фетуса и новорођенчета.

## Номенклатура
| Фишер—Рејс | Винер |
| ---------- | ----- |
| Dce        | R0    |
| DCe        | R1    |
| DcE        | R2    |
| DCE        | RZ    |
| dce        | r     |
| dCe        | r'    |
| dcE        | r″    |
| dCE        | ry    |

Rh систем крвних група има два низа номенклатура: први су развили Роналд Фишер и Роберт Расел Рејс, а други Александар Соломон Винер. Оба система одражавали су алтернативне теорије насљеђивања. Фишер—Рејсов систем, који је данас чешћи, користи CDE номенклатуру. Овај систем се заснивао на теорији по којој одвојени ген контролише производ сваког одговарајућег антигена (нпр. „D ген” производ D антиген итд.). Међутим, d ген је био хипотетичан, а не стваран.
Винеров систем користи Rh—Hr номенклатуру. Овај систем се заснивао на теорији по којој је постојао један ген у једном локусу на свакој од двије копије хромозома 1, сваки доприносећи стварању вишеструких антигена. У овој теорији, ген R1 треба створити „крвне факторе” Rh0, rh′ и rh″ (што одговара савременој номенклатури D, C и E антигена) и ген r који ствара hr′ и hr″ (што одговара савременој номенклатури c и e антигена).
Нотације двије теорије користе се наизмјенично у складиштењу резервне крви (нпр. Rho(D) значи RhD+). Винерова нотација је сложенија и гломазнија за рутинску употребу. Будући да је једноставније објаснити, Фишер—Рејсова теорија постала је чешће коришћења.
ДНК тестирање показало је да су обје дјелимично тачне: у ствари постоје два повезана гена, RHD ген који производи једну имунолошку специфичност (анти-D) и RHCE ген са вишеструким специфичностима (анти-C, анти-c, анти-E и анти-e). Тако се показало да је Винеров постулат према ком ген може имати више специфичности (нешто у шта се првобитно није вјеровало) тачан. С друге стране, Винерова теорија према којој постоји само један ген показала се нетачном, као и Фишер—Рејсова теорије да постоје три гена, а не два. CDE нотација која се користи у Фишер—Рејсовој номенклатури понекад се преуређује у DCE како би тачније представила колокацију C и E кодирања RhCE гена и олакшала интерпретацију.

## Историја
Израз „Rh” првобитно је био скраћени за „резус фактор”. Открили су га 1937. Карл Ландштајнер и Александар С. Винер, који су у то вријеме вјеровали да је то сличан антиген који је пронађен у црвеним крвним зрнцима резус макаке. Накнадно се сазнало да људски фактор није идентичан фактору резус макакија, али до тада су „резус група” и слични изрази већ постали широко распрострањени. Стога, без обзира на то што је погрешан назив, изрази је преживио (нпр. резус систем крвне групе и застарјели изрази резус фактор, резус позитиван и резус негативан — сва три израза се заправо односе  засебно и само на Rh D фактор и због тога су обмањујући када се користе неизмјењени). У савременој пракси се користи „Rh” као израз умјесто „резус (нпр. „Rh група”, „Rh фактор”, „Rh D” итд.).
Значај њиховог открића није био одмах очигледан и схваћен је тек 1940, након накнадних налаза Филипа Левина и Руфуса Стетсона. Серум који је довео до открића произведен је имунизацијом зечева црвеним крвним зрнцима из резус макакија. Они су антиген који је индуковао ову имунизацију означили као Rh фактор који указује на то да је резус крв коришћена за производњу серума.
Левин и Стетсон су 1939. објавили извјештај о првом случају клиничке посљедице непрепознатог Rh фактора, хемолитичке реакције трансфузије и хемолитичке болести новорођенчета у његовом најтежем облику. Препознато је да се серум пријављене жене аглутинира са црвеним крвним зрнцима око 80% људи, иако се подударају тада познате групе, посебно AB0. Када је описан, овом аглутинину није дато име. Ландштајнер и Винер су 1940. то повезали са својим ранијим открићем, извјештавајући о серуму који је реаговао са око 85% различитих људских црвених крвним зрнаца.
Пацијент из групе O др Пола из Ирвингтона у Њу Џерзију, родила је нормално дијете 1931: ову трудноћу пратио је дуги период стерилности. Друга трудноћа (април 1941) довела је до тога да је новорођенче патило од жутице. Трећи анти-Rh серум групе O постао је доступан у мају 1941. године.
На основу серолошких сличности, Rh фактор је касније коришћен и за антигене, и анти-Rh за антитијела, пронађена код људи, попут оних која су претходно описали Левин и Стетсон. Иако су разлике између ова два серума показане већ 1942. и јасно исказане 1963, већ широко коришћен израз „Rh” задржао се за клинички опис људских антитијела која се разликују од оних која се односе на резус макакије. Овај стварни фактор пронађен у резус макакијима класификован је у Ландштајнер-Винеровом систему антигена (антиген LW, антитијело анти-LW).
Препознато је да је Rh фактор само један у систему различитих антигена. На основу различитих модела генетског насљеђа, развије су двије различите терминологије; обје су и даље у употреби.
Клинички значај високо имунизујућег антигена D (тј. Rh фактора) убрзо је схваћен. Неки кључни принципи требали су препознати његову важност за трансфузију крви (укључујући поуздане дијагностичке тестове), хемолитичку болест новорођенчета (укључујући замјенску трансфузију) и што је врло важно превенцију истих скринингом и профилаксом.
Откриће феталне ДНК без ћелија у циркулацији мајке од стране Холцгријева и осталих довело је до неинвазивног генотиповања феталних Rh гена у многим земљама.

## Антигени
Протеини који носе Rh антигене су трансмембрански протеини, чија структура сугерише да су то јонски канали. Главни антигени су D, C, E, c и e, који су кодирани са два сусједна генска локуса, RHD геном који кодира RhD протеин са D антигеном (и варијантама) и RHCE ген који кодира RhCE протеин са C, E, c и e антигени (и варијантама).
Rh фенотипи се лако идентификују кроз присуство или одсуство Rh површинских антигена. Као што се може видјети у доњој табели, већина Rh фенотипова може настати из неколико различитих Rh генотипова. Тачан генотип било ког појединца може се идентификовати само ДНК анализом. Што се тиче лијечења пацијената, обично је само фенотип од клиничког значаја како би се осигурало да пацијент није изложен антигену на који ће вјероватно развити антитијела. На основну статистичке расподјеле генотипова у мјесту поријекла пацијента, може се нагађати о вјероватном генотипу.
R0 (cDe или Dce) данас је најчешћи у Африци. Стога се у раним анализама крвних група често претпостављало да је алел типичан за популације на континенту; нарочито у подсахарском дијелу. Рад из 1963. сугерише да су високе фреквенције R0 вјероватно карактеристичне за древне јудејске Јевреје, који су емигрирали из Египта прије њиховог ширење по Средоземљу и Европи на основу високог постотка R0 међу сефардским и ашкенашким Јеврејима у поређењу са старосједелачком популацијом Европе и релативна генетска изолација Ашкеназа. Међутим, новије студије су утврдиле учесталост R0 од само 24,3 међу неким афроазијским говорним групама на Рогу Африке, као и веће фреквенције R0 међу неким другим афроазијским говорним групама у сјеверној Африци (37,3) и међу неким Палестинцима у Леванту (30,4).
| Фенотип изражен на ћелији | Генотип изражен у ДНК  | Генотип изражен у ДНК | Преваленција (%) |
| Фенотип изражен на ћелији | Фишер—Рејсова нотација | Винерова нотација     | Преваленција (%) |
| ------------------------- | ---------------------- | --------------------- | ---------------- |
| D+ C+ E+ c+ e+ (RhD+)     | Dce/DCE                | R0RZ                  | 0,0125           |
| D+ C+ E+ c+ e+ (RhD+)     | Dce/dCE                | R0rY                  | 0,0003           |
| D+ C+ E+ c+ e+ (RhD+)     | DCe/DcE                | R1R2                  | 11,8648          |
| D+ C+ E+ c+ e+ (RhD+)     | DCe/dcE                | R1r″                  | 0,9992           |
| D+ C+ E+ c+ e+ (RhD+)     | DcE/dCe                | R2r′                  | 0,2775           |
| D+ C+ E+ c+ e+ (RhD+)     | DCE/dce                | RZr                   | 0,1893           |
| D+ C+ E+ c+ e− (RhD+)     | DcE/DCE                | R2RZ                  | 0,0687           |
| D+ C+ E+ c+ e− (RhD+)     | DcE/dCE                | R2rY                  | 0,0014           |
| D+ C+ E+ c+ e− (RhD+)     | DCE/dcE                | RZr″                  | 0,0058           |
| D+ C+ E+ c− e+ (RhD+)     | DCe/dCE                | R1rY                  | 0,0042           |
| D+ C+ E+ c− e+ (RhD+)     | DCE/dCe                | RZr′                  | 0,0048           |
| D+ C+ E+ c− e+ (RhD+)     | DCe/DCE                | R1RZ                  | 0,2048           |
| D+ C+ E+ c− e− (RhD+)     | DCE/DCE                | RZRZ                  | 0,0006           |
| D+ C+ E+ c− e− (RhD+)     | DCE/dCE                | RZrY                  | < 0,0001         |
| D+ C+ E− c+ e+ (RhD+)     | Dce/dCe                | R0r′                  | 0,0505           |
| D+ C+ E− c+ e+ (RhD+)     | DCe/dce                | R1r                   | 32,6808          |
| D+ C+ E− c+ e+ (RhD+)     | DCe/Dce                | R1R0                  | 2,1586           |
| D+ C+ E− c− e+ (RhD+)     | DCe/DCe                | R1R1                  | 17,6803          |
| D+ C+ E− c− e+ (RhD+)     | DCe/dCe                | R1r′                  | 0,8270           |
| D+ C− E+ c+ e+ (RhD+)     | DcE/Dce                | R2R0                  | 0,7243           |
| D+ C− E+ c+ e+ (RhD+)     | Dce/dcE                | R0r″                  | 0,0610           |
| D+ C− E+ c+ e+ (RhD+)     | DcE/dce                | R2r                   | 10,9657          |
| D+ C− E+ c+ e− (RhD+)     | DcE/DcE                | R2R2                  | 1,9906           |
| D+ C− E+ c+ e− (RhD+)     | DcE/dcE                | R2r″                  | 0,3353           |
| D+ C− E− c+ e+ (RhD+)     | Dce/Dce                | R0R0                  | 0,0659           |
| D+ C− E− c+ e+ (RhD+)     | Dce/dce                | R0r                   | 1,9950           |
| D− C+ E+ c+ e+ (RhD−)     | dce/dCE                | rrY                   | 0,0039           |
| D− C+ E+ c+ e+ (RhD−)     | dCe/dcE                | r′r″                  | 0,0234           |
| D− C+ E+ c+ e− (RhD−)     | dcE/dCE                | r″rY                  | 0,0001           |
| D− C+ E+ c− e+ (RhD−)     | dCe/dCE                | r′rY                  | 0,0001           |
| D− C+ E+ c− e− (RhD−)     | dCE/dCE                | rYrY                  | < 0,0001         |
| D− C+ E− c+ e+ (RhD−)     | dce/dCe                | rr′                   | 0,7644           |
| D− C+ E− c− e+ (RhD−)     | dCe/dCe                | r′r′                  | 0,0097           |
| D− C− E+ c+ e+ (RhD−)     | dce/dcE                | rr″                   | 0,9235           |
| D− C− E+ c+ e− (RhD−)     | dcE/dcE                | r″r″                  | 0,0141           |
| D− C− E− c+ e+ (RhD−)     | dce/dce                | rr                    | 15,1020          |

- Подаци узети из студије спроведене 1948. на узорку од 2000 људи у Уједињеном Краљевству..[17]

| Rh фенотип | CDE   | Пацијенти (%) | Даваоци (%) |
| ---------- | ----- | ------------- | ----------- |
| R1r        | CcDe  | 37,4          | 33,0        |
| R1R2       | CcDEe | 35,7          | 30,5        |
| R1R1       | CDe   | 5,7           | 21,8        |
| rr         | ce    | 10,3          | 11,6        |
| R2r        | cDEe  | 6,6           | 10,4        |
| R0R0       | cDe   | 2,8           | 2,7         |
| R2R2       | cDE   | 2,8           | 2,4         |
| rr″        | cEe   | —             | 0,98        |
| RZRZ       | CDE   | —             | 0,03        |
| rr′        | Cce   | 0,8           | —           |

### Rh антитијела
Rh антитијела су IgG антитијела која се добијају излагањем Rh+ крви (обично или трудноћом или трансфузијом крвних деривата). Антиген D је најимуногенији од свих не-AB0 антигена. Приближно 80 особа које су D- и изложене су само једној D+ јединици произвешће антитијело анти-D. Постотак алоимунизације је значајно смањен код пацијената који активно губе крв.
Сва Rh антитијела изузев D показују дозу (антитијело јаче реагује с хомозиготним крвним зрнцима као антигеном, него хетерезиготним зрнцима (EE има јачу реакцију у односу на Ee)).
Ако се открије анти-E, врло је вјероватно присуство анти-c (због комбинованог генетског насљеђа). Због тога је уобичајено одабрати c- и E- крв за трансфузију пацијентима који имају анти-E. Анти-c је чест узрок одложених реакција хемолитичке трансфузије.

## Хемолитичка болест новорођенчета
Хемолитичко стање се јавља када постоји некомпатибилност између крвних група мајке и фетуса. Такође постоји потенцијална некомпатибилност ако је мајке Rh-, а отац Rh+. Када се открије било која некомпатибилност, мајке често прима инјекцију у 28. седмици трудноће и при порођају како би избјегла развој антитијела на фетус. Ови изрази не указују на то која специфична антиген—антитијело некомпатибилност је имплицирана. Поремећај у фетусу због Rh D некомпатибилности познат је као фетална еритробластоза.
- ријеч хемолиза је настала од двије грче ријечи: хема (крв) и лизис (распадање/пропадање) или распадање црвених крвних зрнаца.
- ријеч еритробластоза се односи на стварање незрелих црвених крвних зрнаца.

Када је стање узроковано Rh D некомпатибилношћу антиген—антитијело, користи се назив Rh D хемолитичка болест новорођенчета или само Rh болест. Овдје сензибилизација на Rh D антигене (обично фето-матерналном трансфузијом током трудноће) може довести до стварање мајчиних IgG анти-D антитијела која могу проћи кроз плаценту. Ово је од посебно значаја за D- жене у репродуктивној доби или раније, јер Rh D хемолитичка болест новорођенчета може утицати на било коју наредну трудноћу ако је новорођенче D+. Огромна већина Rh болести може се спријечити у савременој антенаталној њези инјекцијама IgG анти-D антитијела (Rho(D) имуно глобулин). Инциденција Rh болести математички је повезана са учесталошћу D- јединки у популацији, па је Rh болест ријетка у старосједелачким популацијама Африке и источне половине Азије, као и старосједелачким народима Океаније и Америке, али је чешћа у другим генетским групама, посебно из западне Европе, али и другим дијеловима западне Евроазије, а у мањој мјери и старосједелачки Сибирци, као и они мјешовите расе са значајним или доминантним поријеклом (нпр. велика већина Латино Америке и средње Азије).
- Симптоми и знаци код фетуса:
  - Повећана јетра, слезине или срце и накупљање течности у абдомену фетуса виђено ултразвуком.
- Симптоми и знаци код новорођенчета:
  - Анемија која ствара блиједило код новорођенчета.
  - Жутица тј. жута боја коже, биоњаче или слузокоже новорођенчета. Ово може бити очигледно одмах након рођења или након 24—48 сати након рођења. Узроковано је билирубином (једним од крајњих продуката уништавања црвених крвних зрнаца).
  - Повећање јетри и слезине новорођенчета.
  - Новорођенче може имати јак едем цијелог тијела.
  - Диспнеја (отежано дизање).

## Подаци о популацији
Према свеобухватној студији, свјетска учесталост Rh+ и Rh- крвних група приближна је постотку у односу 94:6. Иста студија је закључила да ће удио популације са Rh- крвном групом у будућности наставити даље да пада, прије свега због ниског природног прираштаја у Европи. Учесталост Rh фактора крвних група и RhD- алела гена разликују се у различитим популацијама.
| Популација               | Rh(D)- (%) | Rh(D)+ (%) | Rh(D)- алели (%) |
| ------------------------ | ---------- | ---------- | ---------------- |
| Афроамериканци           | ∼ 7        | 93         | ∼ 26             |
| Албанија                 | 10,86      | 89         | слаб D 1,4       |
| Баскија                  | 21—36      | 65         | ∼ 60             |
| Уједињено Краљевство     | 17         | 83         | —                |
| Кина                     | < 1        | > 99       | —                |
| Етиопљани                | 1—21       | 99—79      | —                |
| Европљани (остали)       | 16         | 84         | 40               |
| Индија                   | 0,6—8,4    | 99,4—91,6  | —                |
| Индонезија               | < 1        | > 99       | —                |
| Јапан                    | < 1        | > 99       | —                |
| Корејци                  | < 1        | > 99       | —                |
| Мадагаскар               | 1          | 99         | —                |
| Мароканци                | 9,5        | 90,5       | —                |
| Мароканци (Високи Атлас) | ∼ 29       | 71         | —                |
| Амерички старосједеоци   | ∼ 1        | 99         | ∼ 10             |
| Нигерија                 | 6          | 94         | —                |
| Саудијска Арабија        | 8,8        | 91,2       | 29,5             |
| Субекваторијална Африка  | 1—3        | 99—97      |                  |
| Сједињене Државе         | 15         | 85         | —                |

## Насљеђивање
Антиген D се насљеђује као један ген (RHD) (на кратком краку првог хромозома, p36.13—p34.3) са разним алелима. Иако веома поједностављени, могу се смислити алели који су позитивни или негативни за антиген D. Ген кодира RhD протеин на мембрани црвених крвних зрнаца. D− особе којима недостаје функционални RHD ген не производе антиген D и могу се имунизовати крвљу D+ особе.
Антиген D је доминантна особина. Ако су оба дјететова родитеља Rh-, дијете ће дефинитивно бити Rh-. У супротном, дијете може бити Rh+ или Rh-, у зависности од специфичних генотипова родитеља.
Епитопи за сљедећа четири најчешћа Rh антигена — C, c, E и e — изражени су на веома сличном RhCE протеину који је генетски кодиран у RHCE гену, такође пронађено на хромозому 1. Показано је да је ген RHD настао дуплирањем гена RHCE током еволуције примата. Мишеви имају само један RH ген.
RHAG ген, који је одговоран за кодирање Rh повезаним гликопротеином (RhAG), пронађен је на хромозому 6а.
Полипептиди произведени из гена RHD и RHCE формирају комплекс на мембрани црвених крвних зрнаца са Rh повезаним гликопротеином.

## Функција
На основу структурне хомологије предложено је да је производ гена RHD, протеин RhD, мембрански транспортни протеин несигурне специфичности (CO2 или NH3) и непознате физиолошке улоге. Тродимензионална структура сродног RHCG протеина и биохемијска анализа RhD протеинског комплекса указују да је RhD протеин један од три подјединице преносиоца амонијака. Три студије извијестиле су о заштитном ефекту RhD+ фенотипа, посебно хетерозиготног RhD, против негативног ефекта латентне токсоплазмозе на психомоторне способности заражених субјеката. RhD- у поређењу са RhD+ испитаницима без анамнестичних титара антитијела антитоксоплазме имају краће вријеме реакције у тестовима једноставног времена реакације. И обратно, RhD- субјекти са анамнестичким титрима (тј. са латентном токсоплазмозом) показали су много дуже вријеме реакције од RhD+. Објављени подаци сугеришу да је само заштита RhD+ хетерозигота била дугорочна по природи; заштита RhD+ хомозигота смањивала се током трајања инфекције, док су се способности RhD- хомозигота смањивале одмах након инфекције. Укупна промјена у времена реакције увијек је већа код RhD- групе него код RhD+ групе.

## RHD полиморфизам

### Поријекло RHD полиморфизма
Поријекло RHD полиморфизма дуго је било еволуциона енигма. Прије појаве модерне медицине, носиоци ријеђег алела (нпр. RhD- жене у популацији RhD позитивних или RhD+ мушкарци у популацији RhD негативних) били су у неповољном положају јер су нека од њихове дјеце (RhD+ дјеца кој су родиле преимнунизоване RhD- мајке) имала већи ризик од феталне или послијепорођајне смрти или нарушавања здравља од хемолитичке болести.
Ако узмемо у обзир природну селекцију, регија RHD—RHCE је структурно предиспонирана за многе мутације забиљежена код људи, јер је пар настао дуплирањем гена и остао довољно сличан да би дошло до неједнаког преласка. Поред случаја када је D избрисан, укрштање такође може произвести један ген који је мијеша ексоне и из RHD и из RHCE, чинећи већину дјелимичних D типова.

### Слаб D
У серолошком тестирању, D+ крв се лако идентификује. Јединице које су D− често се поново тестирају како би се искључила слабија реакција. Та појава је раније означавана као Du, што је превазиђено. По дефиницији, слаби D фенотип карактерише негативна реакција са анти-D реагенсом при непосредном центрифуговању (IS), негативна реакција након инкубације од 37 °C и позитивна реакција у фази антихуманог глобулина (AHG). Слаб D фенотип може се јавити на више начина. У неким случајевима овај фенотип се јавља због измијењеног површинског протеина који је чешћи код људи европског поријекла. Такође се јавља насљедни облик, као резултат ослабљеног облика гена R0. Слаб D се такође може јавити као „C in trans”, при чему је C ген пристан на хромозому супротном од D гена (као у комбинацији R0r' или „Dce/dCe”). Тестирње је тешко, јер употреба различитих анти-D реагенса, посебно старијих поликлоналних реагенса, може дати различите резултате.
Практична импликација овога је да ће људи са овим подфенотипом имати продукт означен као „D+” када дају крв. Када примају крв, понекад се уписује као „D-”, мада је ово предмет појединих расправа. Већина „слабих D” пацијената може добити „D+” крв без импликација. Међутим, важно је правилно идентификовати оне који се морају сматрати D+ или D−. Ово је важно, јер већина банака крви има ограничену количину D− крви и правилна трансфузија је клинички релевантна. У том погледу, генотипизација крвних група је знатно поједноставила откривање различитих варијанти у Rh систему крвних група.

### Дјелимичан D
Важно је разликовати слаби D (због квантитативне разлике у антигену D) од дјелимичног D (због квалитативне разлике у антигену D). Једноставно речено, слаб D фенотип је настао због смањеног броја D антигена на црвеним крвним зрнцима. Насупрот томе, дјелимични D фенотип је посљедица промјене D-епитола. Дакле, у дјелимичном D, број D антигена се не смањује, већ се мијења структура протеина. Ове особе, ако се аломунизују на D, могу да произведу анти-D антитијело. Због тога би дјелимични D пацијенти који дају крв требали бити означени као D+, али ако примају крв, требали би бити означени као D− и примати D− јединице.
У прошлости, дјелимични D се означавао као „D мозаик” или „D варијанта”. Различите дјелимичне D фенотипове дефинишу различити D епитопи на спољној површини мембране црвених крвних зрнаца. Описано је више од 30 различитих дјелимичних D фенотипова.

## Rh0фенотип
Rh0 особе немају Rh антигене (без Rh или RhAG) на својим црвеним крвним зрнцима. Ово ријетко стање названо је „златна крв”. Као посљедица одсуства Rh антигена, Rh0 црвеним крвним зрнцима такође недостају LW или Fy5 и показују слабу експресију  S, s и U антигена. Црвена крвна зрнца којима недостају Rh/RhAG протеини имају структурне абнормалности (попут стоматоцитозе) и дефекте ћелијске мембране који могу резултирати хемолитичком анемијом. Широм свијета само 43 особе имају овај фенотип. Од чега је само 9 активних донора. Његова својства чине га привлачним за бројне медицинске примјене, али недостатак га чини скупим за транспорт и набавку.